# 8872 Ebenum
8872 Ebenum este un asteroid din centura principală de asteroizi.

## Descriere
8872 Ebenum este un asteroid din centura principală de asteroizi. A fost descoperit pe 4 aprilie 1992 la Observatorul La Silla de Eric Walter Elst. El prezintă o orbită caracterizată de o semiaxă mare de 3,22 ua, o excentricitate de 0,09 și o înclinație de 1,4° în raport cu ecliptica.